# Lista de prefeitos de Garopaba
Esta é a lista de prefeitos do município de Garopaba, estado brasileiro de Santa Catarina.
| N° | Prefeito                          | Partido                                          | Início do mandato       | Fim do mandato         | Observações                                                             |
| -- | --------------------------------- | ------------------------------------------------ | ----------------------- | ---------------------- | ----------------------------------------------------------------------- |
| 1  | Jorge Pacheco de Souza            | Partido Social Democrático PSD                   | 19 de dezembro de 1961  | 30 de janeiro de 1963  | Primeiro prefeito, nomeado pelo governo estadual de maneira provisória. |
| 2  | João Orestes de Araújo            | Partido Social Democrático PSD                   | 31 de janeiro de 1963   | 30 de janeiro de 1969  | Primeiro prefeito eleito em sufrágio universal.                         |
| 3  | Jorge Pacheco de Souza            | Aliança Renovadora Nacional ARENA                | 31 de janeiro de 1969   | 30 de janeiro de 1972  | Prefeito eleito em sufrágio universal.                                  |
| 4  | Joaquim Roque Pacheco             | Aliança Renovadora Nacional ARENA                | 31 de janeiro de 1972   | 30 de janeiro de 1977  | Prefeito eleito em sufrágio universal.                                  |
| 5  | Adílio Inácio de Abreu            | Aliança Renovadora Nacional ARENA                | 31 de janeiro de 1977   | 31 de janeiro de 1983  | Prefeito eleito em sufrágio universal.                                  |
| 6  | Batista Pacheco Pereira           | Partido Democrático Social PDS                   | 1° de fevereiro de 1983 | 31 de janeiro de 1988  | Prefeito eleito em sufrágio universal.                                  |
| 7  | Quirino Juvêncio Lopes            | Partido da Frente Liberal PFL                    | 1° de janeiro de 1989   | 31 de dezembro de 1992 | Prefeito eleito em sufrágio universal.                                  |
| 8  | Ari Osvaldo Sanseverino           | Partido da Frente Liberal PFL                    | 1° de janeiro de 1993   | 31 de dezembro de 1996 | Prefeito eleito em sufrágio universal.                                  |
| 9  | Quirino Juvêncio Lopes            | Partido da Frente Liberal PFL                    | 1° de janeiro de 1997   | 31 de dezembro de 2000 | Prefeito eleito em sufrágio universal.                                  |
| 9  | Quirino Juvêncio Lopes            | Partido da Frente Liberal PFL                    | 1° de janeiro de 2001   | 31 de dezembro de 2004 | Prefeito reeleito em sufrágio universal.                                |
| 10 | Luis Carlos da Silva              | Partido Progressista PP                          | 1° de janeiro de 2005   | 31 de dezembro de 2008 | Prefeito eleito em sufrágio universal.                                  |
| 11 | Luiz Carlos Luiz, Luiz Nestor     | Partido do Movimento Democrático Brasileiro PMDB | 1° de janeiro de 2009   | 31 de dezembro de 2012 | Prefeito eleito em sufrágio universal.                                  |
| 11 | Luiz Carlos Luiz, Luiz Nestor     | Partido do Movimento Democrático Brasileiro PMDB | 1° de janeiro de 2013   | 12 de julho de 2013    | Prefeito reeleito em sufrágio universal.                                |
| 12 | Paulo Sérgio Araújo, Sérgio Cunha | Partido Social Democrático PSD                   | 12 de julho de 2013     | 31 de dezembro de 2016 | Vice-prefeito no cargo de titular de maneira definitiva.                |
| 12 | Paulo Sérgio Araújo, Sérgio Cunha | Partido Social Democrático PSD                   | 1° de janeiro de 2017   | 31 de dezembro de 2020 | Prefeito reeleito em sufrágio universal.                                |
| 13 | Junior de Abreu Bento             | Progressistas PP                                 | 1° de janeiro de 2021   | 31 de dezembro de 2024 | Prefeito eleito em sufrágio universal.                                  |
| 13 | Junior de Abreu Bento             | Progressistas PP                                 | 1° de janeiro de 2025   | Atualidade             | Prefeito reeleito em sufrágio universal.                                |